# Mleiha
Mleiha (in arabo مليحة‎?), o anche Mileiha o Malaihah , è una municipalità dell'Emirato di Sharja, negli Emirati Arabi Uniti che si trova nella Regione Centrale di Sharja.

## Territorio
Il territorio della municipalità occupa una superficie di 292,2	 km² che si sviluppa nella Regione Centrale di Sharja, al confine con l'Emirato di Ras al-Khaimah. 
Mleiha è attraversata da una catena montuosa formata da una struttura anticlinale discontinua, orientata nord-sud, lunga circa 20 km e larga non più di 2 km, che si è sviluppata in concomitanza con la formazione dei monti Hajar a est. La struttura, chiamata anche Faya range,  è composta da cinque montagne: Jebel Mleiha (Jabal Mulayhah) è la più settentrionale, seguita da Jebel Faya (Jabal Fāyah), Jebel Emeilah (Jabal Umaylih) corre come una cresta parallela leggermente a sud-est, segue Jebel Aqabat (Jabal Uqaybāt), ed infine Jebel Buhais (Jabal Buhays) che costituisce l'estremità meridionale nel territorio di Al Madam. 
La catena è formata prevalentemente da calcari del cretaceo superiore che ricoprono una base di rocce metamorfiche. È divisa da grandi depressioni tra le sue parti nominate. A ovest del crinale montuoso le sabbie del Rub' al-Khālī settentrionale formano grandi dune che si accumulano contro Jabal Maleiha a nord e coprono la maggior parte della cresta calcarea inferiore che collega Jabal Maleiha con Jabal Fāyah. Più a sud, i venti e l'acqua di ruscellamento dai pendii delle montagne, tengono le dune a una certa distanza dalle montagne. La depressione tra le dune e la montagna fornisce un terreno relativamente solido con alcuni pascoli, più o meno fitti a seconda dell'umidità catturata dalla barriera montuosa.
Nella parte meridionale del Jebel Mleiha si trova Fossil Rock, uno sperone roccioso che si erge dalle dune del deserto, che è diventato meta di escursioni turistiche. Esso deve il suo nome e la notorietà al fatto che conserva resti fossili di animali marini che dimostrano che in epoche passate la zona era ricoperta dal mare.
Più a sud di Fossil Rock, verso Jebel Faya, si trova un'altra formazione rocciosa che affiora dalla sabbia: si tratta di Camel Rock la cui forma richiama quella di un cammello che dorme sdraiato sulla sabbia.
L'area è attraversata in direzione est-ovest dalla Maleha Road (E 102), mentre in direzione nord-sud ci sono la Umm al-Quwain – Al Shuwaib (E 55) e la Sheikh Khalifa Bin Zayed Road (E 84).
L'abitato di Mileiha si sviluppa principalmente lungo la Maleha Road a sud della intersezione con la E 55..
Nel territorio della municipalità sono presenti diversi siti archeologici appartenenti a epoche diverse che dimostrano come l'area sia stata occupata ininterrottamente a partire dal periodo neolitico.
I principali siti esplorati sono: 
- Tomba di Umm an-Nar. La tomba, il cui codice archeologico è MLH-03,  è stata scoperta all'interno di un frutteto di palme da datteri, a circa 3,5 km a sud-ovest dell'abitato di Mileiha, dagli archeologi della Direzione delle Antichità di Sharjah nel 1988. La sua disposizione è tipica di una pianta tombale di Umm an-Nar con la sua costruzione circolare. Con un diametro di 13,85 m, è la seconda tomba più grande di Umm an-Nar trovata dopo quella di Ras Al-Khaimah che misura 14 m. La tomba è stata costruita intorno al 2300 a.C. e il luogo di sepoltura è stato utilizzato per circa 200 anni.[10]
- Sito di Jebel Faya. Il sito si trova a circa 1 km a sud-ovest dalla tomba di Umm an-Nar. Qui vi sono diverse tombe appartenenti a epoche diverse. Un primo gruppo è costituito da tre tombe, chiamate FAY-NE 20, 21 e 22, risalenti all'età del bronzo.[11] Un secondo gruppo di tombe si trova più a sud rispetto alle precedenti e risalgono all'età della pietra. Queste tombe sono chiamate FAY-NE 1, 9, 10, 11 e 15.[12] Questo sito è diventato molto famoso nel gennaio 2011, dopo che il team di archeologi, guidato dal Prof. Hans-Peter Uerpmann dell'Università di Tubinga, ha pubblicato un articolo sulle loro scoperte in cui viene spiegato di aver trovato asce di pietra vecchie di 125.000 anni che sembrano strumenti umani della prima età moderna provenienti dall'Africa orientale nello stesso periodo. Ciò significa che i primi umani potrebbero aver lasciato l'Africa 20.000 anni prima di quanto si pensasse, attraversando l'Arabia.[13]
- Forte Mleiha. Si trova lungo la carreggiata orientale della E 55 a circa 3 km a sud dalla intersezione con la E 102. Il forte, la cui sigla archeologica è MLH-CW, è stato scoperto per la prima volta nel 1990 durante gli scavi per creare trincee per l'installazione di una conduttura dell'acqua. Prima dello scavo il forte era stato nascosto sotto i terrapieni di una strada. La pianta, di forma quasi quadrata, misura circa 56 m x 52 m. Le mura sono formate da mattoni di fango, circondate da spesse fortificazioni. Il forte fu costruito durante l'ultima fase dell'antica città di Mleiha, tra la metà del II secolo e la fine del III secolo d.C. Probabilmente era la residenza di un importante condottiero o sovrano data la sua struttura architettonica.[14]
- Altri edifici monumentali. Sullo stesso lato della E 102 ove si trova il Forte di Mleiha, a poca distanza da esso si trovano altri resti di costruzioni. Fra questi:[15]
  - il grande complesso MLH-8, che occupa un'area totale di 5.068 m2 ed è situato 500 m a nord-est del forte Mleiha, datato alla metà del III secolo d.C. Questo complesso comprende un edificio centrale fortificato chiamato "Palazzo", che ha una base quadrata di 31 m x 31 m, costruito attorno a un cortile interno.
  - un grande cimitero situato a sud del forte, chiamato MLH-5. In questo sito sono state scavate oltre 120 tombe di vario tipo, comprese grandi tombe monumentali, tombe meno sofisticate e semplici tombe a fossa. I tipi di tombe e i reperti rinvenuti a MLH-5 suggeriscono che il sito fosse in uso dal II secolo a.C. al I secolo d.C.
  - un complesso, chiamato MLH-4,  situato a 250 m a sud-est del forte Mleiha che comprende cinque unità abitative con ingressi separati. Il sito è stato parzialmente ricostruito e copre un'area totale di 35 m x 25 m. Nel complesso è stato rinvenuto uno scheletro infantile in buono stato di conservazione in una tomba a fossa poco profonda. La tomba è stata datata tra il 27 e il 78 d.C.

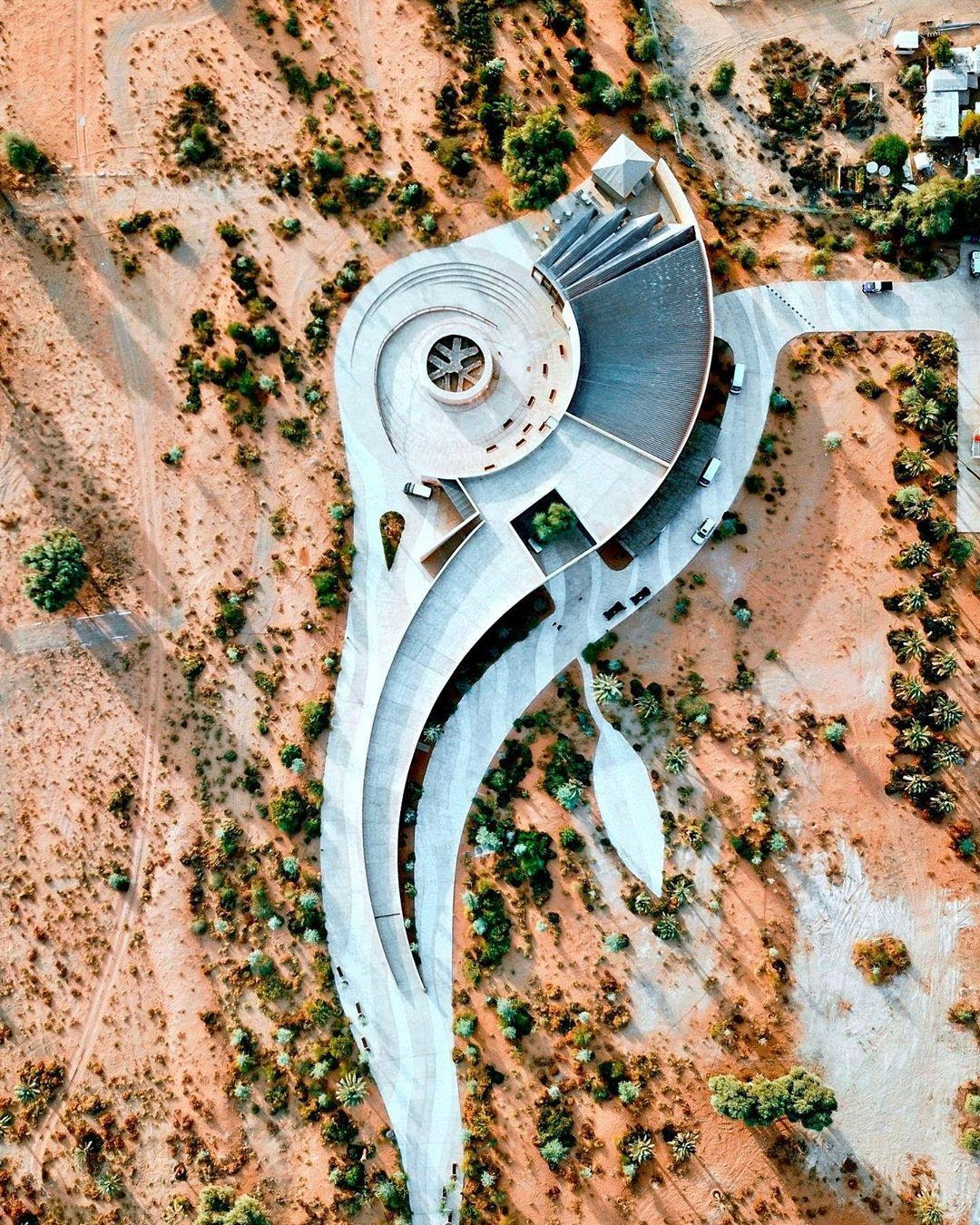
Centro Archeologico di Mleiha

A poca distanza dal centro abitato si trova il Centro Archeologico di Mleiha. Il centro è stato inaugurato nel 2016 nell'ambito di un più vasto progetto archeologico ed ecoturistico varato dalla  Sharjah Investment and Development Authority (Shurooq) per attrarre investimenti nelle regioni centrali e orientali di Sharjah. La prima fase del progetto include il Centro archeologico di Mleiha, progettato per consentire ai visitatori di ottenere una visione più approfondita della storia dell'antico insediamento. Il centro è stato costruito intorno alla tomba di Umm an-Nar MLH-03. Ospita esposizioni di manufatti storici, informazioni educative, presentazioni multimediali, una caffetteria con annessa area ristoro e un negozio di souvenir.  La seconda fase del progetto prevede la creazione di un Mleiha National Desert Park di 450 chilometri quadrati in collaborazione con l'Autorità per l'ambiente e le aree protette (EPAA) degli Emirati Arabi Uniti, un Night Camping Park, un motel per il pernottamento e un osservatorio astronomico in collaborazione con lo Sharjah Center for Astronomy and Space Sciences.